# 艾蘭克里克鎮區 (北卡羅萊納州杜普林縣)
艾蘭克里克鎮區（英語：Island Creek Township）是位於美國北卡羅萊納州杜普林縣的一個鎮區。

## 地方資料
艾蘭克里克鎮區的面積為242.41平方千米，當中陸地面積為240.03平方千米，而水域面積為2.38平方千米。根據2020年美國人口普查的數據，當地共有人口9181人，而人口密度為每平方千米37.87人。